# Cristina Chirichella
Cristina Chirichella, född 10 februari 1994, är en italiensk volleybollspelare (center) som spelar för Imoco Volley och italienska landslaget.
Chirichella började spela på seniornivå med Club Italia (en klubb kopplad till italienska volleybollförbundet), med vilken hon spelade i serie B1 under två år. Under samma period spelade hon med det italienska U18- och U19-landslagen. Med dessa vann hon U18-EM 2011 och tog brons vid U19-EM 2012.
Inför säsongen 2012-2013 gick hon över till Robursport Volley Pesaro i Serie A1 (den högsta serien). Under 2013 gjorde hon också debut med seniorlandslaget. Hon spelade 2013-2014 med Pallavolo Ornavasso för att säsongen därefter gå över till AGIL Volley. Med AGIL Volley vann hon det italienska mästerskapet en gång (2016/2017), den italienska cupen tre gånger, den italienska supercupen en gång (2017), CEV Champions League en gång (2020/2021) och CEV Challenge Cup en gång (2023/2024). Efter tio år med klubben gick hon 2024 över till Imoco Volley. Med dem har hon vunnit klubblags-VM 2024.